# The Hermetic Organ Vol. 6: For Edgar Allan Poe
The Hermetic Organ Vol. 6: For Edgar Allan Poe est le sixième volume de The Hermetic Organ, une série qui témoigne des concerts d'improvisation que John Zorn a donnés depuis 2011 à l'orgue. Ce volume propose deux improvisations inspirées par l'œuvre d'Edgar Allan Poe. La date et le lieu d'enregistrement ne sont pas précisés.

## Titres
| No | Titre                          | Durée |
| -- | ------------------------------ | ----- |
| 1. | The Masque of the Red Death    | 30:00 |
| 2. | The Fall of the House of Usher | 31:00 |

## Personnel
- John Zorn : orgue